# Шклярня (Люблінецький повіт)
Шклярня (пол. Szklarnia) — село в Польщі, у гміні Кохановиці Люблінецького повіту Сілезького воєводства.
Населення — 74 особи (2011).
У 1975-1998 роках село належало до Ченстоховського воєводства.

## Демографія
Демографічна структура станом на 31 березня 2011 року:
|          | Загалом | Допрацездатний вік | Працездатний вік | Постпрацездатний вік |
| -------- | ------- | ------------------ | ---------------- | -------------------- |
| Чоловіки | 36      | 3                  | 31               | 2                    |
| Жінки    | 38      | 3                  | 24               | 11                   |
| Разом    | 74      | 6                  | 55               | 13                   |